# Coronel Du Graty
Coronel Du Graty är en ort i Argentina.   Den ligger i provinsen Chaco, i den norra delen av landet, 800 km norr om huvudstaden Buenos Aires. Coronel Du Graty ligger 82 meter över havet och antalet invånare är 9 140.
Terrängen runt Coronel Du Graty är mycket platt. Runt Coronel Du Graty är det glesbefolkat, med 15 invånare per kvadratkilometer..
Trakten runt Coronel Du Graty består i huvudsak av gräsmarker.